# Epic Pinball
Epic Pinball is een flipperkastsimulator-computerspel uit 1993. Het spel, enkel beschikbaar voor MS-DOS, werd ontwikkeld door James Schmalz en uitgegeven door Epic Games. In de sharewareversie en eerste retailversie was enkel de tafel "Android" beschikbaar. Later werd het spel hernoemd naar "Epic Pinball Deluxe". Sindsdien bevat de sharewareversie nog steeds de Android-tafel, maar dan onder de naam "Android Deluxe". De volledige Deluxe-versie bevat elf extra tafels. Er verscheen ook nog een versie op cd-rom die nog een dertiende tafel had.

## Spelbesturing
Het spel gebruikt een 2D bovenaanzicht. De speeltafel is verticaal scrollend. Het beeld is opgebouwd met behulp van een rasterafbeelding in een resolutie van 320x240. De muziek in het spel is in het PSM-formaat. Het spel werd volledig ontwikkeld in assembleertaal.

## Speeltafels
De complete versie van Epic Pinball Deluxe bestond uit drie diskettes met elk 4 speeltafels. 
| Diskette 1:                                                         | Diskette 2:                                          | Diskette 3:                                                 |
| ------------------------------------------------------------------- | ---------------------------------------------------- | ----------------------------------------------------------- |
| - "Android Deluxe" - "Pot of Gold" - "Excalibur" - "Crash and Burn" | - "Magic" - "Jungle Pinball" - "Deep Sea" - "Enigma" | - "Cyborgirl" - "Pangaea" - "Space Journey" - "Toy Factory" |

Op de cd-versie bevat de extra tafel "African Safari".

## Retro Pinball
In 2011 bracht Fuse Powered inc. het spel Retro Pinball uit voor iPhone, iPod Touch en iPad platforms. Dit spel bevat een opgewaardeerde versie van de tafels"Super Android", "Crash and Burn" en Pangaea.